# Matej Karaman
Matej Karaman (Split, 6. lipnja 1700. – Zadar, 7. svibnja 1771.) bio je hrvatski pisac, osorski biskup i zadarski nadbiskup.

## Životopis
Kršten je 6. lipnja 1700. godine. Završava teološki studij u Splitu te je 1723. godine zaređen za svećenika. Doktorat iz filozofije i teologije postiže 1739. godine u Rimu. Godine 1722. održava duhovne vježbe svećenicima glagoljašima te je uvidio s kojim se problemima susreću u tumačenju Biblije te čitanju časoslova, koji su bili pisani hrvatskim jezikom.
Na poziv zadarskoga nadbiskupa Vicka Zmajevića, 1724. godine prelazi u Zadar. Tamo je do 1732. godine u sjemeništu Florio predavao govorništvo i filozofiju.  Kongregacija za širenje vjere imenuje ga 1732. misionarom u Rusiji. Tamo je trebao učiti staroslavenski liturgijski jezik ruske redakcije te stjecati znanje kako bi pripremio rječnik i gramatiku za potrebe glagoljaškoga sjemeništa, koje je Zmajević želio otvoriti u Zadru. Iste godine putuje u Tavrov na Voronežu, gdje se od prije u službi cara Petra I. Velikoga nalazio nadbiskupov brat, admiral Matija Zmajević. On je pružio zaštitu Karamanu te je on bio njegov kapelan do smrti 1735. godine. Nakon toga odlazi u Moskvu pa u Sankt-Peterburg, gdje ostaje godinu dana. Kao katolički svećenik u Rusiji nije se mogao školovati na učilištima, pa je ruski jezik, vjerske zakone i običaje upoznao kroz razgovore s raznim biskupima, knezovima i generalima. Misionarsku djelatnost obavljao je među katolicima širom Rusije te hrvatskim vojnicima i mornarima u carskoj vojsci.
Napušta Rusiju 1737. godine te je ponovo bio u službi zadarskoga nadbiskupa. Iste godine šalje prvo od triju izvješća Kongregaciji za širenje vjere o crkvenim prilikama u Rusiji; ostala dva šalje 1739. i 1742. godine. Od 1738. godine na rimskom Urbanianumu je radio na korekturi Levakovićeva „Misala” (1631.). Misal je jezično rusificirao jer je smatrao da bi staroslavenski jezik ruske redakcije trebao biti književni jezik južnih Slavena. Kongregacija je njegov „Misal’ rimskij” tiskala u Rimu 1741. godine. U Urbanianumu je neko vrijeme predavao staroslavenski jezik te sastavio „Alfabetar”, koji je 1739. godine tiskan u Rimu glagoljičnim i ćiriličnim slovima.
Godine 1739. Karaman je imenovan komendatarnim opatom benediktinskih samostana sv. Kuzme i Damjana na Pašmanu i sv. Stjepana u Barbatu. Godine 1742. u Urbanianumu je na Karamanov prijedlog uveden kao poseban predmet hrvatski književni jezik (lingua illirica litteralis). Iste godine izvještava Kongregacij spisom „De clero Illirico” u kojem ih je izvijestio o glagoljašima, za koje navodi da su bili jedini svećenici u čitavoj Dalmaciji izvan gradova. U spisu navodi kako ih na području Zadarske nadbiskupije ima više od 300, a da u Ninskoj biskupiji drže sve župe, osim franjevačkih.
Papa Benedikt XIV. imenovao je Karamana 1742. osorskim biskupom i apostolskim pohoditeljem hrvatskih zavoda u Assisiju, Fermu i Loretu. O obavljenom poslu sastavio je izvješće i uputio ga Kongregaciji za širenje vjere u kojem se zauzimao da pitomci u njima uče hrvatski kako ga ne bi zaboravili.
Nakon Zmajevićeve smrti imenovan je 1745. godine zadarskim nadbiskupom. U siječnju 1746. godine primio je nadbiskupski plaštu Padovi iz ruku kardinala Carla Rezzonica (kasniji papa Klement XIII.). Kao nadbiskup nastavio je rad svojega prethodnika te je 1748. godine otvorio Ilirsko sjemenište Zmajević, za koje je napisao „Pravila” i „Gramatiku staroslavenskog jezika” koja je ostala u rukopisu. Sjemenište je trebalo služiti „poučavanju slaveno-rimskom kleru i obraćenju shizmatika slaveno-grčkog obreda”. Karamanova namjera bila je da se u sjemenište primaju i đaci bizantskoga obreda i hrvatskoga jezika. Godine 1744. sastavio je kraći spis u kojem je istaknuo da Dalmacija pripada jurisdikciji Katoličke Crkve te da bi njezinu crkvenu vlast, a ne vlast pećkoga patrijarha, trebali priznavati i tamošnji pravoslavci.
Godine 1751. s ostalim dalmatinskim biskupima ustao je protiv Simeona Končarevića, kojega je dabrobosanski mitropolit posvetio u Trebinju za novoga episkopa bez suglasnosti mletačke vlasti. Njegovo nastojanje oko sjedinjenja pravoslavnih vjernika u Dalmaciji i katolika nije dalo rezultata. Godine 1754. uputio je u Rim izvješće o stanju svoje nadbiskupije, koju je pohodio.
Bio je pokopan u crkvi sv. Donata, a poslije prenesen u katedralu ispred oltara Majke Božje Blagovijesti.